# 야마이코 나바로
야마이코 나바로 페레즈(Yamaico Navarro Pérez, 1987년 10월 31일 ~ )는 도미니카 공화국의 야구 선수이자, 전 도미니카 윈터 베이스볼 리그 술탄네스 데 몬테레이의 내야수이다.

## 미국 프로야구 시절
2006년에 보스턴 레드삭스에 입단하였다.

## 도미니카공화국 프로야구 시절
2013년에 티그레스 델 리세이에 입단하였다.

## 한국 프로야구 시절

### 삼성 라이온즈시절
2014년에 외국인 선수 확장 정책으로 영입되었다. 그 해 각 팀에서 영입한 외국인 타자들 중 가장 기대치가 낮은 선수였지만, 팀에서 20-20을 기록했던 매니 마르티네스로부터 타격 코칭을 받았다. 시즌 전 외야수 전향을 시도하다가 조동찬의 부상의 회복 속도가 늦자 2루수로 자리잡았다. 그는 시즌 초반 테이블 세터로 활동하다가 팀이 배영섭의 입대로 1번 타자 자리가 공석이다 보니 당시 감독이었던 류중일의 포지션 변경에 따라 1번 타자로 출전했다. 그 해 30홈런을 기록하고 8월 28일에 5년만에 20-20 클럽에 가입했다. 10월 15일에 유원상을 상대로 역전 홈런을 쳐 내며 팀의 정규 시즌 4연패를 이끌었다. 한국시리즈에서 4홈런을 쳐 내며 한국시리즈 MVP로 선정됐다. 그는 인터뷰를 통해 "내년에도 다시 팀에서 뛰고 싶다."고 밝혔다.
2015년에도 중심 타자로 활약하며 48홈런을 쳐 냈다.
9월 11일 롯데 자이언츠전에서 3홈런을 쳐 내며 2루수 최초 40홈런을 기록했다. 그러나 2015년 한국시리즈에서는 1차전에서 3점 홈런을 친 것 이외에 부진했다. 비록 팀은 준우승에 머물렀지만, 외국인 선수로는 최초로 2루수 부문 골든 글러브를 받았다.
2015년 시즌 후 구단 측에서 재계약을 추진했으나, 그가 일본 진출을 모색해 재계약이 불발됐다. 2016년 시즌에 그의 대체 선수로 아롬 발디리스가 영입됐다.

## 도미니카공화국 프로야구 복귀
2015년에 티그레스 델 리세이에 복귀하였다.

## 일본 프로야구 시절
2016년 1월 13일 총액 120만 달러에 지바 롯데 마린스와 계약했다. 2016년 5월 KBO에서 태업 논란을 빚은 전력이 있어 당시 감독이었던 이토 쓰토무로부터 지적을 받았다. 2016년 시즌에 성적 부진 및 계약 만료로 팀을 떠났다.

## 도미니카공화국 프로야구 재복귀
2016년에 티그레스 델 리세이에 재복귀하였다.

## 멕시코 프로야구 시절
2019년에 술탄네스 데 몬테레이에 입단하였다.

## 도미니카공화국 프로야구 3차 복귀
2019년에 토로스 델 에스테에 입단하였다.

## 논란
- 2016년 2월 21일 미야자키행 비행기 탑승 도중, 나하 공항에서 보안 검색대 수색 중 가방에서 실탄 2발이 발견돼 경찰에 입건됐으며[4]  이로 인해 출전 정지 처분을 당했다.

## 통산 기록
| 연 도          | 소 속          | 나 이          | 출 장 | 타 석 | 타 수 | 득 점 | 안 타 | 2 루 타 | 3 루 타 | 홈 런 | 타 점 | 도 루 | 도 실 | 볼 넷 | 삼 진 | 타 율 | 출 루 율 | 장 타 율 | O P S | 루 타 | 병 살 타 | 몸 맞 | 희 타 | 희 플 | 고 4 |
| -------------- | -------------- | -------------- | ----- | ----- | ----- | ----- | ----- | ------- | ------- | ----- | ----- | ----- | ----- | ----- | ----- | ----- | -------- | -------- | ----- | ----- | -------- | ----- | ----- | ----- | ---- |
| 2010           | BOS            | 23             | 20    | 46    | 42    | 4     | 6     | 0       | 0       | 0     | 5     | 0     | 0     | 2     | 17    | .143  | .174     | .143     | .317  | 6     | 0        | 0     | 0     | 2     | 1    |
| 2011           | BOS            | 24             | 16    | 40    | 37    | 6     | 8     | 2       | 0       | 1     | 3     | 0     | 0     | 3     | 9     | .216  | .275     | .351     | .626  | 13    | 0        | 0     | 0     | 0     | 0    |
| 2011           | KCR            | 24             | 6     | 26    | 23    | 2     | 7     | 1       | 0       | 0     | 6     | 0     | 0     | 2     | 5     | .304  | .346     | .348     | .694  | 8     | 0        | 0     | 0     | 1     | 0    |
| '11합계        | KCR            | 24             | 22    | 66    | 60    | 8     | 15    | 3       | 0       | 1     | 9     | 0     | 0     | 5     | 14    | .250  | .303     | .350     | .653  | 21    | 0        | 0     | 0     | 1     | 0    |
| 2012           | PIT            | 25             | 29    | 56    | 50    | 4     | 8     | 0       | 0       | 1     | 4     | 0     | 2     | 5     | 13    | .160  | .232     | .220     | .452  | 11    | 2        | 0     | 0     | 1     | 0    |
| 2013           | BAL            | 26             | 8     | 31    | 28    | 3     | 8     | 0       | 1       | 0     | 2     | 0     | 0     | 2     | 8     | .286  | .333     | .357     | .690  | 10    | 1        | 0     | 1     | 0     | 0    |
| 2014           | 삼성           | 27             | 125   | 602   | 500   | 118   | 154   | 27      | 1       | 31    | 98    | 25    | 9     | 96    | 71    | .308  | .417     | .552     | .969  | 276   | 7        | 1     | 0     | 5     | 1    |
| 2015           | 삼성           | 28             | 140   | 643   | 534   | 126   | 153   | 19      | 1       | 48    | 137   | 22    | 6     | 93    | 72    | .287  | .393     | .596     | .988  | 318   | 10       | 6     | 1     | 9     | 8    |
| 2016           | 지바 롯데      | 29             | 82    | 340   | 286   | 38    | 62    | 6       | 1       | 10    | 44    | 0     | 3     | 49    | 64    | .217  | .329     | .350     | .679  | 100   | 5        | 1     | 0     | 4     | 0    |
| MLB 통산 : 4년 | MLB 통산 : 4년 | MLB 통산 : 4년 | 79    | 199   | 180   | 19    | 37    | 3       | 1       | 2     | 20    | 0     | 2     | 14    | 52    | .206  | .258     | .267     | .524  | 48    | 3        | 0     | 1     | 4     | 1    |
| KBO 통산 : 2년 | KBO 통산 : 2년 | KBO 통산 : 2년 | 265   | 1245  | 1034  | 244   | 307   | 46      | 2       | 79    | 235   | 47    | 15    | 189   | 143   | .297  | .404     | .574     | .979  | 594   | 17       | 7     | 1     | 14    | 9    |
| NPB 통산 : 1년 | NPB 통산 : 1년 | NPB 통산 : 1년 | 82    | 340   | 286   | 38    | 62    | 6       | 1       | 10    | 44    | 0     | 3     | 49    | 64    | .217  | .329     | .350     | .679  | 100   | 5        | 1     | 0     | 4     | 0    |

- 시즌 기록 중 굵은 글씨는 해당 시즌 최고 기록.